# Ian O'Brien
Pour les articles homonymes, voir O'Brien.
Ian Lovett O’Brien, né le 3 mars 1947 à Wellington, est un nageur australien des années 1960. Spécialiste de la brasse, il a remporté le 200 mètres brasse aux Jeux olympiques d'été de 1964 à Tōkyō, signant au passage un record du monde.
Il a remporté cinq médailles d'or aux Jeux du Commonwealth et a obtenu un total de neuf titres individuels et six titres en relais aux championnats d'Australie, avant de prendre sa retraite à l'âge de 21 ans en raison de pressions financières. 